# 8-й механизированный корпус (2-го формирования)
8-й механизированный корпус — механизированное формирование (соединение, механизированный корпус) автобронетанковых, позднее бронетанковых и механизированных войск РККА, затем танковых войск в Вооружённых силах СССР до, во время, и после Великой Отечественной войны.
Действительное сокращённое наименование — 8 мк, в литературе встречается — 8 мехкорпус.

## Полное наименование
8-й механизированный Александрийский Краснознамённый, ордена Кутузова корпус

## История
8-й механизированный корпус создавался по тому же принципу, что и 7-й. По архивным документальным данным, на 17 февраля 1943 г. управление 8-го мехкорпуса находилось в г. Костерово (обслуживалось полевой кассой Госбанка № 1828).
Имели опыт боёв:
- 116-я танковая бригада,
- 66-я (бывшая 50-я) механизированная бригада и все танковые полки.

Лишь мотострелковые и подразделения обеспечения 67-й и 68-й механизированных бригад формировались вновь.
- 66-я механизированная бригада — командир: полковник Михаил Елистратович Мироненко[4]
- 67-я механизированная бригада — командир: полковник Иваненко (до августа 1943 г.), полковник Карл Эрнестович Андерсон[5]
- 68-я механизированная бригада — командир: полковник Иван Спиридонович Есаулов[6]

С декабря 1943 года по апрель 1944 года участвовал в освобождении Правобережной Украины в составе 2-го Украинского фронта, затем был выведен в резерв.
В январе 1945 года вошёл в состав 2-го Белорусского фронта, участвовал в боях в Восточной Пруссии и Берлинской операции.
В 1945 году переформирован в 8-ю механизированную дивизию. В 1957 году она была преобразована в 28-ю танковую дивизию с дислокацией в Белорусском военном округе в составе 28-й общевойсковой армии. В 1990 году расформирована, на её месте образована 6314-я БХИ, 838-й зенитный ракетный полк убыл в состав 213-й мсд Приволжского военного округа. На место расформированной 28-й танковой дивизии прибыла 11-я гвардейская танковая дивизия.

## Командование

### Командиры
- 09.08.1943 — 10.01.1944 — Хасин, Абрам Матвеевич, генерал-майор танковых войск.
- 11.01.1944 — 00.06.1945 — Фирсович, Александр Николаевич, генерал-майор танковых войск.

## Отличившиеся воины
Герои Советского Союза:
- Акимов, Виктор Иванович, младший лейтенант, командир танка 83-го танкового полка 67-й механизированной бригады.
- Белов, Юрий Николаевич, старший сержант, командир орудия мотострелкового батальона 68-й механизированной бригады.
- Ермак, Павел Ильич, капитан, командир мотострелкового батальона 68-й механизированной бригады.
- Зыбин, Иван Фёдорович, красноармеец, стрелок мотострелкового батальона 67-й механизированной бригады.
- Федотов, Михаил Алексеевич, гвардии старшина, командир танка ИС-2 86-го гвардейского отдельного тяжёлого танкового полка.

 Кавалеры ордена Славы трёх степеней.
- Абрамов, Алексей Фёдорович, красноармеец, автоматчик 116-й танковой бригады.

## Состав
- 66-я механизированная Краснознамённая ордена Суворова бригада
  - 70-й отдельный танковый полк
- 67-я механизированная Краснознамённая ордена Суворова бригада
  - 83-й отдельный танковый полк
- 68-я механизированная Краснознамённая ордена Суворова бригада
  - 139-й отдельный танковый полк
- 116-я танковая Александрийская Краснознамённая ордена Суворова бригада
- 86-й отдельный гвардейский танковый Новозыбковский Краснознамённый ордена Суворова полк
- 114-й самоходно-артиллерийский Краснознамённый ордена Суворова полк
- 895-й самоходно-артиллерийский Краснознамённый ордена Суворова полк
- 615-й миномётный Краснознамённый ордена Суворова полк
- 1716-й зенитный артиллерийский орденов Суворова и Кутузова полк
- 97-й отдельный мотоциклетный ордена Суворова батальон
- 205-й отдельный гвардейский миномётный ордена Александра Невского дивизион[8]

Части корпусного подчинения:
- 998-й отдельный ордена Красной Звезды[9] батальон связи
- 147-й отдельный сапёрный батальон
- 149-й отдельный ремонтно-восстановительный батальон (до 2 января 1945 года)
- 545-я полевая танкоремонтная база (с 2 января 1945 года)
- 546-я полевая авторемонтная база (с 2 января 1945 года)
- 164-я отдельная рота химической защиты
- 613-я отдельная автотранспортная рота подвоза ГСМ
- авиазвено связи
- 173-й полевой автохлебозавод
- 1828-я полевая касса Государственного банка
- 2655-я военно-почтовая станция[10]

На 14 января 1945 года (2-й Белорусский фронт): 253 танка, в том числе: 185 М4А2, 5 Т-34, 21 ИС-2, 21 СУ-85, 21 СУ-76, 53 Скаута, 52 БА-64, 19 ЗСУ М17.
- управление (г. Слоним)
- 116-й танковый Александрийский Краснознамённый, ордена Суворова полк (г. Слоним);
- 236-й танковый Краснознамённый, ордена Суворова полк (г. Слоним);
- 241-й гвардейский танковый Виленско-Ковенский полк (г. Слоним);
- 293-й мотострелковый Краснознамённый, ордена Суворова полк (г. Слоним);
- 737-й артиллерийский полк (г. Слоним);
- 838-й зенитный ракетный орденов Суворова и Кутузова полк (г. Барановичи);
- 490-й отдельный реактивный дивизион (г. Слоним);
- 49-й отдельный разведывательный батальон (г. Слоним);
- 147-й отдельный инженерно-сапёрный батальон (г. Слоним);
- 99-й отдельный ремонтно-восстановительный батальон (г. Барановичи);
- 998-й отдельный батальон связи (г. Слоним);
- отдельный батальон материального обеспечения (г. Слоним);
- 91-я отдельная медицинская рота (г. Слоним);
- 441-я рота химической защиты (г. Слоним).[2]

## Награды
| Награда (наименование)                  | № приказа (указа) и дата              | Краткое описание боевых заслуг |
| --------------------------------------- | ------------------------------------- | --- |
| Почётное наименование «Александрийский» | Приказом ВГК № 47 от 06.12.1943       | за отличие в боях при освобождении города Александрия |
| Орден Красного Знамени                  | Указ Президиума ВС СССР от 17.05.1945 | за образцовое выполнение боевых заданий командования в боях с немецкими захватчиками при овладении городом и крепостью Гданьск (Данциг) и проявленные при этом доблесть и мужество                             |
| Орден Кутузова II степени               | Указ Президиума ВС СССР от 04.06.1945 | за образцовое выполнение боевых заданий командования в боях с немецкими захватчиками при овладении городами Грайфсвальд, Трептов, Нойштрелитц, Фюрстенберг, Гранзее и проявленные при этом доблесть и мужество |